# ملعب غيلورا بونغ كارنو

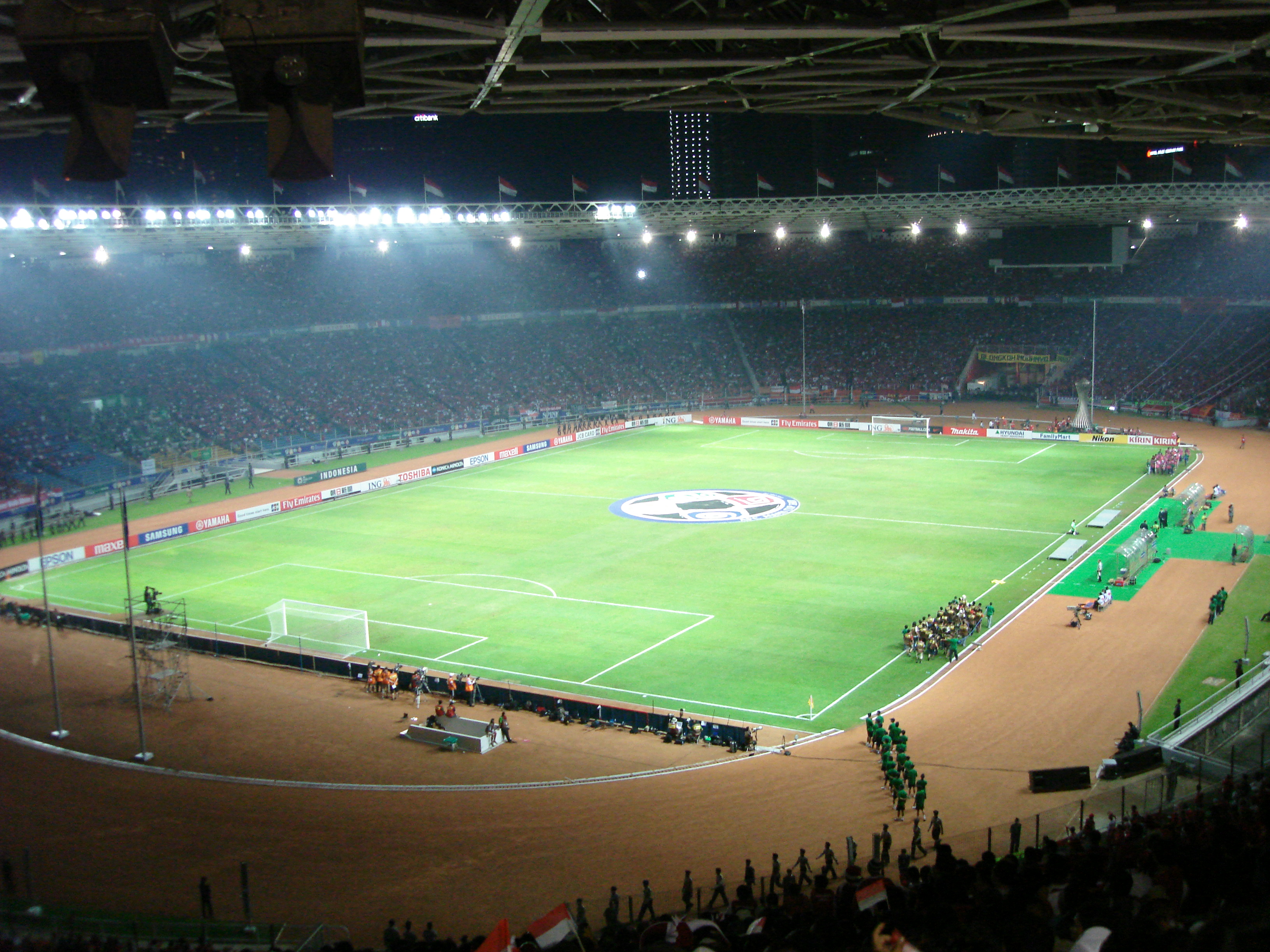
صورة قبل مباراة السعودية وإندونيسيا عام 2007 ضمن بطولة كأس آسيا 2007

ملعب غيلورا بونغ كارنو يقع في وسط جاكرتا في إندونيسيا. بُني الملعب عام 1962 ويتسع لحولي 77,193 متفرج، والذي استضافت فيه بطولة كأس الأمم الآسيوية عام 2007.